# Idmine
Idmine (en àrab إضمين, Iḍmīn; en amazic ⵉⴹⵎⵉⵏ) és una comuna rural de la prefectura d'Agadir Ida-Outanane, a la regió de Souss-Massa, al Marroc. Segons el cens de 2014 tenia una població total de 3.179 persones.